# Gleichzeitigkeit (Sprache)
Gleichzeitigkeit oder Simultanität bedeutet in der Grammatik, dass die Handlung, die in einer untergeordneten Konstruktion beschrieben wird, zum selben Zeitpunkt oder im selben Zeitraum stattfindet wie die Handlung der übergeordneten Konstruktion. Daneben existiert der Begriff „Zeitgleichheit“ mit davon verschiedener Bedeutung.
Die Gleichzeitigkeit gehört neben der Vorzeitigkeit und der Nachzeitigkeit zu den Zeitverhältnissen. Ihr Gebrauch in einer Sprache hängt vom zeitlichen Bezug der Handlung ab.

## Deutsche Sprache
Im Deutschen gilt das Prädikat eines Gliedsatzes als gleichzeitig zur Handlung, die in der übergeordneten Konstruktion beschrieben wird, wenn
- eine entsprechende (temporale) Konjunktion wie während, indessen, als, sooft, sowie, wenn, wie
- die Verwendung des gleichen Tempus in beiden Konstruktionen

vorliegt.
Aus der Sicht der Handlung; wenn das in einem Nebensatz (Protasis) versprachlichte Ereignis oder Geschehen (weitgehend) zeitgleich mit dem im Hauptsatz (Apodosis) ausgedrückten Ereignis einsetzt, wird von Gleichzeitigkeit gesprochen.
Bsp.: Während der Wikipedianer den Artikel umschrieb (Präteritum), dachte (Präteritum) er an die laufende Löschdiskussion.
Ferner drückt auch das Partizip Präsens Aktiv die Gleichzeitigkeit zur übergeordneten Handlung aus.
Bsp.: Der schreibende (PPA) Wikipedianer stellte fest (Präteritum), dass seine Tastatur gereinigt werden musste.

## Lateinische Sprache
Auch im Lateinischen werden Gliedsätze durch
- Subjunktionen wie dum
- die Verwendung bestimmter Tempora (vgl. consecutio temporum)

als gleichzeitig zur Handlung der übergeordneten Konstruktion gekennzeichnet.
Bsp.: Dum homo scribit, cogitat. - Während der Mensch schreibt, denkt er nach.
Wie im Deutschen drückt auch hier das Partizip Präsens Aktiv das Zeitverhältnis der Gleichzeitigkeit aus. Es kann in Konstruktionen wie etwa dem Participium coniunctum oder dem Ablativus absolutus auftreten.
Bsp.: Avia narrante puer cenabat. - Während die Großmutter erzählte, aß der Junge.
Der Infinitiv Präsens, der z. B. im AcI oder NcI verwendet werden kann, signalisiert ebenfalls Gleichzeitigkeit.
Bsp.: Puer aviculam volare videbat. - Der Junge sah das Vögelchen fliegen / wie das Vögelchen flog.